# (2873) Binzel
(2873) Binzel est un astéroïde de la ceinture principale.

## Description
(2873) Binzel est un astéroïde de la ceinture principale. Il fut découvert le 28 mars 1982 à la station Anderson Mesa par Edward L. G. Bowell. Il présente une orbite caractérisée par un demi-grand axe de 2,25 UA, une excentricité de 0,16 et une inclinaison de 5,9° par rapport à l'écliptique.

## Satellite
Un satellite lui est trouvé en 2019.

## Compléments